# Elecciones estatales extraordinarias de Puebla de 2022
Las elecciones estatales extraordinarias de Puebla de 2022 se llevaron a cabo el 6 de marzo de 2022, y en ellas se renovaron los siguientes cargos de elección popular:
- 3 ayuntamientos. Cabildos municipales que conforman los estados. Integrados por un presidente municipal, síndico y regidores, electos para finalizar un periodo de tres años.[1]

## Resultados
| Municipio          | Partido | Candidato electo                    |
| ------------------ | ------- | ----------------------------------- |
| Tlahuapan          |         | Rosiceli Díaz Hernández             |
| Teotlalco          |         | Javier Sánchez Espinoza             |
| San José Miahutlán |         | Lourdes Francisca Mendoza Hernández |

### Tlahuapan
En las elecciones ordinarias, Alberto Roa Benítez del partido Pacto Social de Integración fue declarado ganador con base en los resultados preliminares, sin embargo, se suspendió la elección tras registros de quema de boletas y varias impugnaciones, resultando en la anulación de la victoria de Alberto Roa Benítez y en el llamado a una nueva elección.
La candidata electa fue Rosiceli Díaz Hernández, que se convirtió en la primera presidenta mujer en el municipio.
|  | 23.75 % |

|  | 22.17 % |

|  | 21.12 % |

|  | 15.75 % |

|  | 5.30 % |

|  | 3.84 % |

|  | 3.05 % |

|  | 0.91 % |

|  | 4.09 % |

|  | 0.02 % |

### Teotlalco
|  | 37.63 % |

|  | 23.22 % |

|  | 20.50 % |

|  | 16.97 % |

|  | 1.69 % |

|  | 0.00 % |

### San José Miahuatlán
|  | 36.37 % |

|  | 34.15 % |

|  | 16.53 % |

|  | 10.63 % |

|  | 2.12 % |

|  | 0.19 % |